# Gabriel IV
Gabriel IV (en grec Γαβριὴλ Δ') va ser patriarca de Constantinoble de l'any 1780 al 1785.
Va néixer a Esmirna d'una família aristocràtica, i on el seu germà era metge i professor. El 1767 va ser nomenat metropolità de Ioànnina, i el 1771 metropolità de l'antiga Patres (1771-1780). Aquell any 1780 va ser escollit patriarca de Constantinoble, quan va morir Sofroni II.
Gabriel va restituir al teòleg hieromonjo Atanasi Parios, filòsof i musicòleg que havia estat deposat per les disputes amb el moviment anomenat dels Kolivades (Κολλυβάδες).
Va morir el 29 de juny de 1785 i va ser enterrat a la mateixa tomba que el seu predecessor, a Beşiktaş, un districte d'Istanbul.